# Joan Vernet
Juan Vernet Ginés o Joan Vernet i Ginés (Barcelona, 31 de julio de 1923-ibídem, 23 de julio de 2011) fue un arabista e historiador español. Fue catedrático de Lengua y Literatura Árabes en la Universidad de Barcelona y miembro de la Real Academia de la Historia.

## Biografía
De su educación secundaria, él mismo reconocería el influjo que tuvieron las lecciones de la profesora María Comas y el Dr. Febrer, a quien debe los primeros conocimientos de astronomía matemática. En 1943, y trabajando en la Biblioteca del Ateneo de Barcelona, cayó en sus manos el Assaig d'història de les idees físiques i matemàtiques a la Catalunya medieval de Josep M.ª Millàs Vallicrosa, lo que decidirá su especialización hacia el arabismo. 
Tras finalizar su licenciatura en la Universidad de Barcelona (1946), realizó su primer viaje a Marruecos como profesor en el Centro Oficial de Enseñanza Media de Alcazarquivir.
Se doctoró en Filosofía y Letras en la Universidad Central de Madrid (1948) con una tesis sobre Ibn al-Banna y posteriormente fue nombrado profesor adjunto en la asignatura de Historia de la Ciencia Árabe en la Universidad de Barcelona, de la que llegó a ser catedrático de Lengua y Literatura Árabes (1954-1987).
Dentro de dicha universidad, asistió a la separación de los departamentos de Árabe y Hebreo (1966); trabajó con Lorenzo Guilera, director del Laboratorio de Cálculo, en el proyecto pionero en Europa de catalogación de bibliotecas (1970); y colaboró con Carles Simó y Teresa Martínez Saez en el proyecto de un programa para el análisis morfológico automático de textos semíticos. 
A lo largo de su carrera dio conferencias en Teherán, Damasco, Túnez, Argelia, Marruecos, Edimburgo, París, Ámsterdam, Bruselas, Bonn, Tübingen, Frankfurt, Ginebra, Moscú, Atenas, Copenhague, Budapest, Buenos Aires, Roma, Berkeley, etc.

## Aportaciones
Juan Vernet fue uno de los principales promotores de los estudios especializados en ciencia árabe y en la evolución de la ciencia medieval (especialmente la astronomía y la cartografía náutica) y renacentista, temas que sistematizó magistralmente en numerosos libros (39) y artículos (más de 300). 
De entre sus líneas de investigación, las más destacables son : el estudio de la obra científica de Llorenç Presas, la identificación del original árabe del célebre Flores Astrologiae de Albumasar, la descripción del panorama científico de Al-Ándalus de los siglos VIII y IX o sus estudios sobre el Islam que incluyen su dimensión histórica, la traducción del Corán, la biografía de Mahoma. 
En su docencia, Vernet dirigió al grupo barcelonés de historiadores de la ciencia medieval fundado por Josep María Millàs Vallicrosa que, a principios de los setenta, dio lugar al instituto con su mismo nombre y, junto a su alumno Julio Samsó, tendrá a la revista Suhayl (2000) como publicación.

## Otros cargos y reconocimientos
Miembro de la Real Academia de Buenas Letras de Barcelona (1959); de la Académie Internationale d'Histoire des Sciences de París (1960), de la que fue vicepresidente (1969-72), fue el director sucesor del Jaime Vicens Vives del Índice Histórico Español (1960-63); de la Comisión Científica del CSIC (1978); de la Institución Milá y Fontanals (CSIC), de la que fue director (1980-85); del Institut d'Estudis Catalans (1980); de la Real Academia de la Historia (1981); de la Royal Asiatic Society de Londres (1986); de la Société Asiatique de París (1991); y de muchas otras instituciones científicas y culturales españolas y extranjeras. 
Fue el primer titular de la Cátedra del Institut du Monde Arabe (1990); inauguró el ciclo de conferencias de la gran mezquita de París (1990-1991); fue nombrado presidente del Fifth Internacional Symposium of History of Arabic Science en 1992. 
Colaboró en revistas como Al-Andalus, Al-Qantara, Temas árabes, Oriens, Archives Internationales d'Histoire des Sciences, Mathematical Reviews, en la redacción de la Encyclopédie de l'Islam, y es autor de varias biografías de científicos españoles y árabes en el Dictionary of Scientific Biography.

## Premios
Recibió, entre otros reconocimientos :
- Medalla Monturiol (1985)
- Placa de Honor del Gobierno Andorrano (1985)
- Medalla George Sarton (1991)[cita requerida]
- Premio Menéndez Pidal (1993)[cita requerida]
- Medalla Alexandre Koyré (1995, compartida con Julio Samsó y todo el equipo de historiadores de la ciencia medieval del Instituto Millàs Vallicrosa)
- Cruz de Sant Jordi (2002)
- Premio Sharjah de Cultura Árabe (2004)

## Exposiciones
- Comisario de la Exposición de Instrumentos Astronómicos Árabes (Santa Cruz de la Palma, 1985), en ocasión de la inauguración oficial de los observatorios internacionales de El Roque de los Muchachos.
- Junto a Julio Samsó, Comisario de la Exposición "El legado científico andalusí" (Madrid, Museo Arqueológico Nacional, 1992). Con la colaboración del Ministerio de Cultura, esta exposición viajó a Marruecos, Túnez y Egipto (1994-95).
- Junto a Julio Samsó, Comisario de la nueva versión de la Exposición "El legado científico andalusí" (Palacio de Mondragón, Ronda, 1995).
- Comisario Principal de las dos exposiciones sobre "Al-Andalus y el Mediterráneo" (Algeciras y Cádiz, 1995).

## Obras del autor

### Traducciones
- El Corán, Barcelona, Plaza & Janés, 2001.
- Las mil y una noches, Barcelona, Círculo de Lectores, 2006.

### Selección de obras
- La cultura hispanoárabe en Oriente y Occidente. Ariel, 1978. ISBN 84-344-7807-2, publicada posteriormente como Lo que Europa debe al Islam de España, Barcelona : El Acantilado, 1999. ISBN 84-930657-2-2
- Estudios sobre Historia de la Ciencia Medieval, Barcelona, Universidad de Barcelona, 1979.
- El Islam y Europa, Barcelona, El Albir, 1982.
- La ciencia en al-Andalus, Sevilla : Editoriales Andaluzas Unidas, 1986. ISBN 84-7587-081-3
- Mahoma (Muhammad), Madrid, Espasa Calpe, 1987. ISBN 84-239-1802-5. Reedición: Barcelona: Planeta De Agostini, 1994.
- De ´Abd al-Rahman I a Isabel II, Barcelona, Universidad de Barcelona, 1989.
- Historia de la ciencia española, Barcelona, Alta Fulla, 1998. ISBN 84-7900-094-5
- Astrología y astronomía en el Renacimiento : la revolución copernicana, Barcelona, El Acantilado, 2000 ISBN 84-95359-11-1.
- Los orígenes del Islam, Barcelona. Barcelona : El Acantilado, 2001. ISBN 84-95359-62-6
- Literatura árabe, Barcelona, El Acantilado, 2002.